# Reial Federació Espanyola de Futbol
La Reial Federació Espanyola de Futbol (en castellà Real Federación Española de Fútbol, RFEF) és l'òrgan rector del futbol espanyol. És l'encarregada d'organitzar la Primera Federació i Segona Federació, i també administra la Primera Divisió, Segona Divisió i Tercera Federació (organitzades per la LFP les dues primeres i per les federacions autonòmiques la tercera). També organitza la Copa del Rei, la Supercopa d'Espanya, així com diverses competicions de futbol base, com la Copa del Rei Juvenil de futbol, i la Copa Federació. A més a més organitza o administra altres competicions femenines. Dirigeix la selecció espanyola de futbol. Té la seu a Las Rozas de Madrid, Comunitat de Madrid.
El 18 de juliol de 2017 foren detinguts l'aleshores president Ángel María Villar i l'aleshores vicepresident econòmic Juan Padrón.
El 10 de setembre de 2023 Luis Rubiales va anunciar la seva dimissió com a president de la RFEF i del de vicepresident de la UEFA per acusacions d'assetjament sexual. Atès que el president de la gestora, Pedro Rocha va ser investigat a l'Operació Brody per presumptes casos de corrupció, el govern espanyol va intervir la federació en abril de 2024.

## Orígens
La Federación Española de Clubs de Football (FECF) es va constituir a Madrid el 14 d'octubre de 1909, sent la precursora de l'actual "Real Federació Espanyola de Futbol" (RFEF) fundada quatre anys més tard. Alguns dels primers clubs a unir-se a aquesta federació original van ser el Futbol Club Barcelona, l'Español Foot-Ball Club de Madrid, la Sociedad Gimnástica, el Real Unión Club, el Tarragona Futbol Club, el Real Fortuna Foot-ball Club de Vigo i el Real Vigo Sporting Club. No obstant això, altres clubs no van reconèixer a la nova organització com una única federació nacional, entre ells entitats rellevants com el Reial Madrid Club de Futbol i l'Athletic Club i el Club Ciclista de San Sebastián, la qual cosa va provocar que la Copa del Rei del 1910 tingués dues competicions coperes rivals paral·leles: una "oficial", organitzada per la recent creada FECF, a Madrid, guanyada pel Barcelona, i una "no oficial", organitzada per la UECF (Unió Espanyola de Clubs de futbol), a Sant Sebastià, guanyada per l'Athletic. Ambdues estan reconegudes actualment com a oficials per la RFEF.
Les discussions per decidir la seu de la Copa del Rei del 1913 van acabar provocant una altra escissió, anunciant el Barcelona i l'Espanyol la seva marxa a l'assemblea celebrada el maig del 1912, juntament amb els clubs guipuscoans de la Reial Societat i el Bascònia, i el 29 de novembre de 1912, aquests clubs van fundar a Sant Sebastià la "Unió Espanyola de Clubs de Futbol" (UECF), celebrant-se de nou dos tornejos paral·lels.
Tant la Federació Espanyola de Clubs (FECF) com la Unió Espanyola de Clubs (UECF) van intentar convertir-se en els representants del futbol espanyol. Ambdues organitzacions van tenir com a pares un monarca, sent ells la reina Victoria Eugenia (al capdavant d'un torneig de la Unió de Clubs, pel qual va atorgar una copa) i el rei Alfons XIII (president d'honor de la Federació des de la seva fundació). El rei Alfons XIII va acceptar la presidència d'honor de la UECF i li va concedir el títol de "Real" el 22 de febrer de 1913 (el mateix títol li va ser concedit a la FECF més tard, el 30 de maig de 1913). Al març es va informar que el Comitè de la FIFA no acceptava la inscripció de la FECF a causa de l'escissió federativa existent a Espanya, obligant a ambdues federacions a fusionar-se oa crear un comitè interfederal similar a l'existent a França (Comitè français interfédéral). En el moment de la seva fundació, la FECF es va afiliar a la UIAFA, però en aquest moment aquest organisme rector havia desaparegut, per la qual cosa era urgent i necessari afiliar-se a una altra federació internacional. El Madrid FC va ser fundador de la FIFA el 1904, però després no va participar en cap congrés o reunió i va perdre la seva condició de membre, per la qual cosa no hi va haver cap representant espanyol afiliat a la FIFA entre 1905 i 1913.
La RUECF va intentar obtenir reconeixement celebrant un partit internacional contra un equip de la Lliga de Football Association (la LFA formava part del CFI francès, que era membre de la FIFA), celebrat el 25 de maig de 1913 a l'Amute d'Hondarribia. José Berrondo va fer les funcions de seleccionador espanyol i va arbitrar el partit. El partit va finalitzar amb empat a un i el golejador espanyol va ser el capità Juan Arzuaga. Segons periodistes com Manuel Rosón, després d'aquest partit Alfons XIII va trucar a Joan Padrós, president de la FECF, per interessar-se pel que estava passant i demanar-li que busqués una solució al problema existent, i també Daniel Burley Woolfall, president de la FIFA, es va posar en contacte amb Carles Padrós, expresident del Madrid FC, per preguntar-li per aquestes noves federacions.
El Congrés de la FIFA celebrat a Copenhaguen el 31 de maig de 1913 va rebutjar l'entrada del futbol espanyol, en no acceptar la coexistència de dues federacions, per la qual cosa els clubs espanyols no poden jugar partits internacionals amb els clubs membres de la FIFA. També a finals de maig, la FECF va organitzar una Assemblea i Joan Padrós va dimitir. Es va crear llavors una nova junta directiva i Ricardo Ruiz de Ferry (periodista esportiu) va ser elegit president, amb el general Adolfo Meléndez i Antonio Bernabéu, com a vicepresident i secretari, respectivament. Al juliol, la RUECF va enviar una carta signada pel seu secretari Julián Olave a la RFECF proposant arribar a un acord de fusió entre ambdues federacions. Ruiz Ferry es va desplaçar a Sant Sebastià a finals de juliol per reunir-se amb els representants de la RUECF i negociar amb ells un acord definitiu. Es va arribar a l'acord de fusionar ambdues federacions i constituir provisionalment quatre federacions regionals (est, oest, nord i centre), els delegats de les quals assistirien a l'assemblea constitutiva d'una nova entitat l'1 de setembre de 1913 a la seu del Reial Aero Club d'Espanya, a Madrid.

## Fundació
L'1 de setembre de 1913 es va iniciar, com estava previst, l'assemblea constituent d'una nova federació, elegint-se el nom de "Reial Federació Espanyola de Futbol" (Real Federación Española de Football) i atorgant-se la presidència d'honor al rei Alfons XIII. Durant aquesta assemblea es va fer constar en acta que es tractava de l'assemblea constituent d'una nova federació completament diferent de la RFECF i la RUECF. A més, es va nomenar una junta directiva sota la vicepresidència de Ruiz Ferry, amb potestat per designar el seu president, d'acord amb el president d'honor. Aquesta junta directiva va prendre possessió el 18 de setembre. Alfons XIII va concedir oficialment el títol de "Reial" a la RFEF el 25 de setembre de 1913 i va acceptar la presidència d'honor. Històricament s'ha considerat que la RFEF es va constituir oficialment el 29 de setembre de 1913, encara que altres fonts situen la data de fundació a l'1 de setembre de 1913, quan es va celebrar la primera sessió de l'assemblea constituent. També el 29 de setembre de 1913, la RFEF va ser acceptada com a membre provisional de la FIFA, formalitzant-se l'ingrés ple de la federació a la FIFA a l'assemblea celebrada a Oslo el 27 de juliol de 1914. La RFEF va presentar els seus estatuts per a la seva aprovació i inscripció al Registre d'Associacions el 16 de gener de 1914. No obstant això, com era habitual a l'època, el procés es va endarrerir i l'aprovació no va ser efectiva fins al 16 de setembre de 1921. Al gener de 1914 es va comunicar el nomenament de Francisco García Molinas com a president de la RFEF. Finalment, la RFECF es va dissoldre el 18 d'octubre de 1913 i la RUECF va desaparèixer el 5 de febrer de 1914.
Per posar fi a les disputes que havien marcat les darreres edicions de la Copa del Rei, es va acordar, entre altres mesures, la formació d'un campionat per cada federació regional (el país estava dividit en deu regions), que serviria com a fase prèvia del torneig. La Copa del Rei del 1914 va ser la primera edició de la competició organitzada per la RFEF, i l'Athletic Club es va proclamar campió després de vèncer a la final el FC Espanya per 2-1. Després de la seva fundació el setembre de 1913, una de les primeres iniciatives de la Reial Federació Espanyola de Futbol va ser promoure un campionat interregional que servís com a primer gran "aparador" del futbol espanyol i, en conseqüència, com a bases per a la formació d'una selecció espanyola que pogués competir amb altres internacionals; i així, el 1915, van posar en marxa la Copa Príncep d'Astúries, que va ser patrocinada pel Rei Alfons XIII, qui va donar el trofeu que el seu fill, Alfons, Príncep d'Astúries, va haver de lliurar, d'aquí el nom del torneig.

## Competicions
Competicions nacionals de la RFEF:
| - Competicions Masculines: - Primera Federació (3r) - Segona Federació (4t) - Tercera Federació (5è) - Copa de S.M. el Rei - Supercopa d'Espanya - Copa Federació | - Competicions Femenines: - Primera Federació (2n) - Segona Federació (3r) - Tercera Federació (4t) - Copa de S.M. la Reina - Supercopa d'Espanya | - Competicions juvenils: - División de Honor Juvenil (1r) - Liga Nacional Juvenil (2n) - Copa del Rei Juvenil - Copa de Campiones Juvenil |

## Presidents
Federació Española de Clubs de Foot-Ball
- 1909-1911 Pedro Sánchez de Neyra y Castro (Marqués de Casa Alta)
- 1911-1911 Ramón Paz Iglesias
- 1911-1911 José Ortega
- 1911-1911 Joan Padrós i Rubió
- 1911-1912 Ricardo Ruiz Ferry
- 1912-1912 Ramón Paz Iglesias
- 1912-1913 Joan Padrós i Rubió

Real Federació Española de Futbol
- 1913-1916 Francisco García Molina
- 1916-1920 Gabriel Maura Gamazo
- 1921-1923 David Ormaechea
- 1923-1924 Gabriel Maura Gamazo
- 1924-1926 Julián Olave Videa
- 1926-1927 Antonio Bernabéu de Yeste
- 1927-1931 Pedro Díez de Rivera y Figueroa
- 1931-1936 Leopoldo García Durán
- 1939-1940 Julián Troncoso Sagre
- 1940-1941 Luis Saura del Pan
- 1941-1946 Javier Barroso Sánchez-Guerra
- 1946-1947 Jesús Rivero Meneses
- 1947-1950 Armando Muñoz Calero
- 1950-1952 Manuel Valdés Larrañaga
- 1952-1954 Sancho Dávila y Fernández de Celis
- 1954-1956 Juan Touzón Jurjo
- 1956-1960 Alfonso de la Fuente Chaos
- 1960-1967 Benito Pico Martínez
- 1967-1970 José Luis Costa Cenzano
- 1970-1975 José Luis Pérez-Paya Soler
- 1975-1984 Pau Porta Bussoms
- 1984-1988 José Luis Roca Millán
- 1988-2017 Angel María Villar Llona
- 2017-2018 Juan Luis Larrea
- 2018-2023 Luis Manuel Rubiales Béjar
- 2023-actualitat Pedro Rocha Junco (interí per suspensió i posterior dimissió de l'anterior)[40]

## Federacions territorials
La RFEF està integrada per 19 Federacions regionals o territorials, que s'encarreguen de l'organització de tot el futbol no professional (a excepció de la Segona B i de la segona fase de Tercera) a les diferents comunitats autònomes d'Espanya.
- Andalusia: Real Federación Andaluza de Fútbol (RFAF)
- Aragó: Real Federación Aragonesa de Fútbol (RFAGF)
- Principat d'Astúries: Real Federación de Fútbol del Principado de Asturias (RFFPA)
- Canàries: Federación Canaria de Fútbol (FCF)
- Cantàbria: Federación Cántabra de Fútbol (FCBF)
- Castella i Lleó: Real Federación de Castilla y León de Fútbol (RFCYLF)
- Castella-la Manxa: Federación de Fútbol de Castilla-La Mancha (FFCLM)
- Catalunya: Federació Catalana de Futbol (FCF)
- Ceuta: Real Federación de Fútbol de Ceuta (FFCE)
- País Valencià: Federació Valenciana de Futbol (FFCV)
- Comunitat de Madrid: Real Federación de Fútbol de Madrid (RFFM)
- Extremadura: Federación Extremeña de Fútbol (FEXF)
- Galícia: Real Federación Galega de Fútbol (RFGF)
- Illes Balears: Federació de Futbol de les Illes Balears (FFIB)
- La Rioja: Federación Riojana de Fútbol (FRF)
- Melilla: Federación Melillense de Fútbol (FMF)
- Regió de Múrcia: Federación de Fútbol de la Región de Murcia (FFRM)
- Navarra: Federación Navarra de Fútbol (FNAF)
- País Basc: Euskadiko Futbol Federakundea (FVF / EFF)